# Oberramstadt

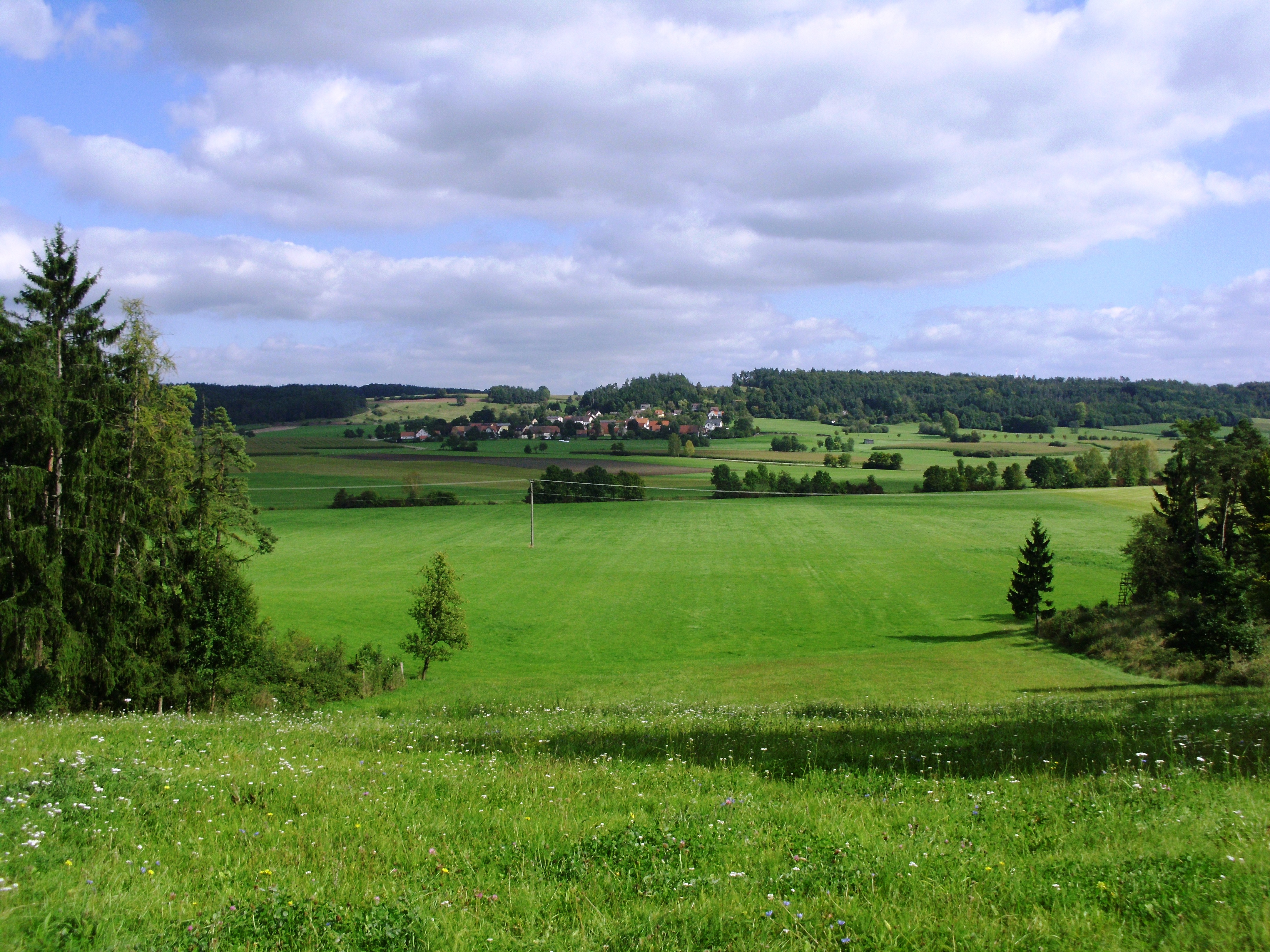
Oberramstadt, eingebettet in die Landschaft

Oberramstadt (fränkisch: Ramschdad bzw. Äjba-ramschdad) ist ein Gemeindeteil der Stadt Leutershausen im Landkreis Ansbach (Mittelfranken, Bayern). Oberramstadt liegt in der Gemarkung Mittelramstadt.

## Geografie
Beim Dorf entspringt der Kümmelbach, ein linker Zufluss der Altmühl. Im Osten erheben sich der Geißberg (518 m ü. NHN) und der Heuberg (517 m ü. NHN). Im Südosten grenzt das Zobelholz an, im Nordosten liegt das Waldgebiet Hirschgarten, 1 km nordöstlich erhebt sich das Horn und die Gebhartsleite (522 m ü. NHN). 0,6 km östlich des Ortes gibt es ein Quellgebiet und eine Eiche, die als Naturdenkmäler ausgezeichnet sind.
Die Kreisstraße AN 23 führt an Mittelramstadt vorbei nach Winden (1,8 km südlich) bzw. zur Kreisstraße AN 20 (1,2 km nördlich). Eine Gemeindeverbindungsstraße führt nach Hinterholz (1,5 km östlich).

## Geschichte
Der Ort wurde 1000 als „Ramesgarden“ erstmals urkundlich erwähnt. Der Ortsname bedeutet zur Einzäunung des Hraban (oder Ram). 1293 erscheint es als „Ramschart“, seit 1342 auch mit dem Präfix „Obern“: Nach Anlage einer Tochtersiedlung war eine Unterscheidung in „Obern“- und „Niedern“- Ramschart erforderlich geworden; Niedern-Ramschart, zuletzt 1409 genannt, ist abgegangen oder in Mittelramstadt aufgegangen.
Laut den Vetter’schen Oberamtsbeschreibung von 1732 bestand Oberramstadt zu dieser Zeit aus zwölf brandenburg-ansbachische Untertanen, von denen drei zum brandenburg-ansbachischen Stiftsamt Ansbach gehörten, einer dem brandenburg-ansbachischen Hofkastenamt Ansbach lehen- und gültbar, aber ins brandenburg-ansbachische Stadtvogteiamt Leutershausen vogtbar war, ein weiterer der Kirchenpflege zu Colmberg gehörte und ebenfalls ins Vogtamt Leutershausen vogt- und steuerbar war, sieben dem brandenburg-ansbachischen Verwalteramt Forndorf, ehemals Triesdorfschen Vogtamt gehörten und einer im Besitz der Mohr’schen Erben zu Ansbach war. Außerdem gab es in Oberramstadt eine 1713 neu erbaute, zum Kastenamt Colmberg gehörende Mühle und ein gemeindliches Hirtenhaus. Gepfarrt war der Weiler nach Auerbach, der Zehnt musste dem Kastenamt Colmberg gegeben werden. Die Gemeindeherrschaft und der Hirtenstab standen dem Amt Colmberg zu, die Vogtei inner Etters der jeweiligen Grundherrschaft, die Vogtei außer Etters und die Fraisch aber dem Amt Colmberg. Gegen Ende des Alten Reiches, um 1800, bestand Oberramstadt aus 15 Anwesen: Zwei Halbhöfe und eine Mühle unterstanden dem Kastenamt Colmberg, ein Hof und zwei Köblergüter dem Stiftsamt Ansbach, ein Hof, ein Halbhof und fünf Köblergüter dem Verwalteramt Forndorf und ein Köblergut dem von Mohr; die Pfarrpfründe Colmberg (ein Köblergut) unterstand ebenfalls dem Kastenamt Colmberg. Das Hirtenhaus war gemeindlicher Besitz. Von 1797 bis 1808 unterstand der Ort dem Justizamt Leutershausen und Kammeramt Colmberg.
Im Rahmen des Gemeindeedikts wurde Oberramstadt dem 1808 gebildeten Steuerdistrikt Auerbach zugeordnet. Es gehörte auch der 1810 gegründeten Ruralgemeinde Auerbach an. Am 1. Januar 1972 wurde Oberramstadt im Zuge der Gebietsreform in Bayern nach Leutershausen eingemeindet.

### Baudenkmal
- Lehrberger Straße 1: Ehemaliges Wohnstallhaus, eingeschossiges massives Gebäude mit Steildach, Putzgliederungen, 18. Jahrhundert[17]

### Einwohnerentwicklung
| Jahr      | 001818 | 001840 | 001861 | 001871 | 001885 | 001900 | 001925 | 001950 | 001961 | 001970 | 001987 |
| Einwohner | 69     | 102    | 105    | 95     | 109    | 93     | 103    | 113    | 92     | 124    | 111    |
| Häuser    | 18     | 21     |        |        | 20     | 20     | 20     | 20     | 20     |        | 34     |
| Quelle    | [ 19 ] | [ 20 ] | [ 21 ] | [ 22 ] | [ 23 ] | [ 24 ] | [ 25 ] | [ 26 ] | [ 27 ] | [ 28 ] | [ 1 ]  |

## Religion
Der Ort ist seit der Reformation evangelisch-lutherisch geprägt und bis heute nach St. Maria (Auerbach) gepfarrt. Die Einwohner römisch-katholischer Konfession sind nach St. Ludwig (Ansbach) gepfarrt.